# Brownsville (Brooklyn)
Pour les articles homonymes, voir Brownsville.
Brownsville est un quartier résidentiel de l'arrondissement de Brooklyn, à New York. Le quartier recense 58 300 résidents lors du recensement de 2010.

## Police et crime
Brownsville est le plus souvent considéré comme la « capitale du crime » de New York. En 2009, le quartier comptait trois meurtres sur 10 000 habitants (un taux de mortalité plus élevé que les quartiers voisins). En 15 ans, entre 1990 et 2005, les cas de meurtre à Brownsville–Ocean Hill ont bondi de 63 % (à 22 meurtres en 2005) ; les vols à 79 pour cent (597 en 2005) ; et les agressions dans la rue ont diminué de 51 % (562 en 2005). Le taux de criminalité à Brownsville a décliné de la même manière que dans les villes aux alentours,.

## Personnalités notables
- Masta Ace (né en 1966), rappeur[4]
- Maurice Ashley (né en 1966), champion d'échecs[5]
- Ralph Bakshi (né en 1938), réalisateur[6]
- Daniel Benzali (né en 1950), acteur nommé du Golden Globe[7]
- Riddick Bowe (né en 1967), boxeur[8]
- Shannon Briggs (né en 1971), boxeur[9]
- Andrew Dice Clay (né en 1957), acteur[10]
- Mickey Cohen (1913–1976), gangster[11]
- Aaron Copland (1900–1990), compositeur
- Al Davis (1920–1945), boxeur[12]
- Vince Edwards, acteur[13]
- Melech Epstein, journaliste et historien
- Fyvush Finkel (1922–2016), acteur[14]
- Max Fleischer, animateur
- John Forté, rappeur[15]
- Lloyd Free (né en 1953), ancien joueur de la NBA
- Nelson George, auteur[16]
- Sid Gordon, joueur de baseball
- Salomon Grayzel, historien[17]
- Arnold Greenberg, cofondateur de Snapple[18]
- Red Holzman (1920–1998), joueur de la NBA et entraineur
- Moe, Curly, et Shemp Howard, frères et membre des Trois Stooges
- Gregory « Jocko » Jackson, joueur de la NBA[19]
- Daniel Jacobs, boxeur
- Charles Jenkins, joueur de la NBA
- Zab Judah, boxeur
- KA, rappeur
- Donald Kagan, historien
- Alfred Kazin, écrivain et critique littéraire[20]
- Larry King (né en 1933), animateur de télévision et de radio
- Alvin Klein (c.1938–2009), critique pour The New York Times[21]
- Steve Lawrence, chanteur
- Duane Martin, acteur
- Zero Mostel, acteur
- M.O.P., groupe de hip-hop
- Eddie Mustafa Muhammad, ancien boxeur
- Alex B. Novikoff, scientifique
- O.G.C., groupe de hip-hop
- Abe Osheroff, activiste politique
- Norman Podhoretz, rédacteur[22]
- Sean Price (1972–2015), rappeur[23]
- Killah Priest, rappeur
- Isidor Isaac Rabi (1898–1988), physicien et lauréat du prix Nobel en 1944 pour sa découverte de la résonance magnétique nucléaire[24]
- Representativz, groupe de hip-hop
- RZA, rappeur, membre du Wu-Tang Clan
- Phil Sellers, ancien joueur de la NBA
- Al Sharpton, ministre
- Phil Silvers, comique
- Jimmy Smits, acteur
- Bern Nadette Stanis, actrice[25]
- Steele, rappeur
- Heltah Skeltah, groupe de hip-hop
- Mike Tyson (né en 1966), boxeur[26]

## Sources
- J.A. Thomas, Wendell E. Pritchett, C.F. Moss et M. Vater, Brownsville, Brooklyn : Blacks, Jews, and the Changing Face of the Ghetto, University of Chicago Press, coll. « Historical Studies of Urban America », 2002, 333 p. (ISBN 978-0-226-68446-8, présentation en ligne)